# Порфирий (Карабиневич)
Архимандри́т Порфи́рий (в миру Фёдор Михайлович Карабиневич; 8 февраля 1813, Подольская губерния — 26 июня 1865, Архангельск) — архимандрит Русской православной церкви, ректор Полтавской и Олонецкой духовных семинарий, настоятель Соловецкого монастыря. Профессор богословия. В ряде биографических словарей ошибочно именуется Порфирием Семеновичем Пашутой.

## Биография
Родился 8 февраля 1813 года в семье дьячка Подольской епархии.
С 1831 по 1834 годы обучался в Подольской духовной семинарии, а в 1837 году окончил Полтавскую духовную семинарию.
В 1841 году окончил Киевскую духовную академию и был направлен преподавателем священного писания в Полтавскую духовную семинарию.
25 февраля 1845 году принял постриг с именем Порфирий в Лубенском Спасо-Преображенском Мгарском мужском монастыре Полтавской епархии.
В 1845 году назначен инспектором Полтавской духовной семинарии.
15 апреля 1847 года был рукоположен в сан иеромонаха, а 20 мая 1849 года возведён в достоинство архимандрита.
30 апреля 1850 года назначен ректором Полтавской духовной семинарии.
С 3 декабря 1852 по 15 сентября 1855 года был ректором Олонецкой духовной семинарии в Петрозаводске.
С 1855 года назначен настоятелем Спасо-Елеазарова монастыря Псковской епархии.
В 1859 году переведён на должность настоятеля Соловецкого монастыря, где им были устроены Савватиевский скит и обитель на Чудовой горе, а также куплены пароходы «Вера» и «Надежда» для перевозки паломников в монастырь.
Почётный член Архангельского Статистического Комитета, автор ряда статей о Соловецком монастыре.
Скончался 26 июня 1865 года в городе Архангельске и похоронен в Соловецком монастыре под Троицко-Зосимо-Савватиевским собором.

## Произведения
- «Поминовение Я. И. Ростовцева в Соловецком монастыре» («Странник» 1860 г., № 7, стр. 1—5)
- Священноинок Иов, основатель Голгофо-Распятского скита на Анзерском острове (в мире духовник императора Петра I): Биографический очерк. — СПб., 1863. — 50 с.; М., 1873. — 47 с. (9; с. 394).
- «К истории Соловецкой обители» (там же, 1864 г., № 9, стр. 55 —70). После его смерти напечатаны: «Отрывки из дневника в Бозе почившего настоятеля Соловецкого монастыря, архимандрита Порфирия» («Духовная Беседа», 1865 г., т. II, 1869 г., т. I, II, и 1870 г., т. II.
- Пароходы Соловецкого монастыря «Вера» и «Надежда», служащие для перевоза богомольцев через Белое море, между Архангельском и Соловецким монастырем. — СПб, 1864.